# Route nationale 145
Pour les articles homonymes, voir N145 et Route nationale 145 (homonymie).
La route nationale 145, ou RN 145, est une route nationale française reliant Bellac, dans le département de la Haute-Vienne, à Saint-Victor, près de Montluçon, dans le département de l'Allier. Le tronçon entre les autoroutes A20 (La Croisière) et A714 (au nord de Montluçon) fait partie de la RCEA.
Elle est aménagée en 2 × 2 voies de Saint-Maurice-la-Souterraine (au niveau de raccordement à l'A20) au nord de Montluçon ; l'aménagement de la route à l'est en direction de Montluçon étant assuré par l'autoroute A714, ouverte depuis juin 2011,, et l'achèvement du contournement de Montluçon à 2 × 2 voies. Sa continuité est assurée de part et d'autre vers Angoulême à l'ouest (A20 et RN 141) et vers Mâcon par la RN 79 à l'est.

## Histoire

### Des tracés variés

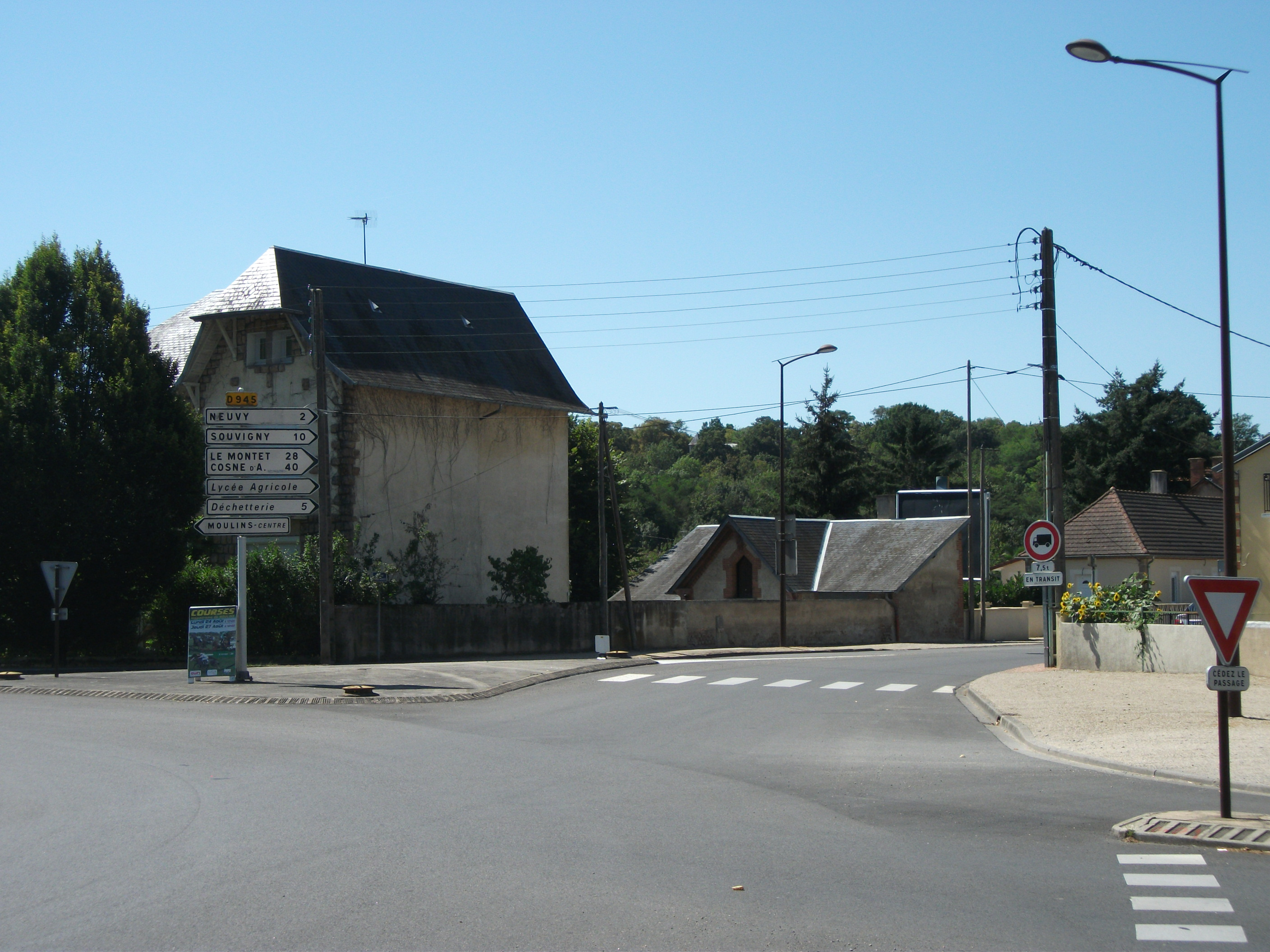
L'ancienne route nationale 145 en direction de Souvigny.

À l'origine, la route nationale 145 reliait Guéret à Moulins, via Montluçon. Celle-ci n'est pas immédiatement déclassée à la suite de la réforme de 1972. Lors de la mise en service de la voie rapide à l'est du Montet, jusqu'à Toulon-sur-Allier (au sud de Moulins), celle-ci porta le numéro 145 et la section du Montet à Moulins est déclassée RD 945.
Après la réforme de 1972, certaines sections sont récupérées par la nouvelle RN 145 : le tronçon de Bellac au Maubert issu de la RN 151BIS et celui de Maubert à Guéret issu de la RN 142.
Du Montet à Moulins, le tracé d'origine par Souvigny fut remplacé par la voie express établie dans les années 1980 de Montmarault à Toulon-sur-Allier (puis RN 1079 jusqu'à Dompierre-sur-Besbre), via Le Montet, Cressanges, Chemilly, Toulon-sur-Allier, puis en RN 1079 Montbeugny et Thiel-sur-Acolin avant de rejoindre la RN 79 à Dompierre-sur-Besbre.
Pour des raisons de cohérence dans la numérotation des itinéraires, il fut décidé à la fin des années 1990 que la section de la RCEA à l'est de Montmarault soit reversée à la RN 79, la nationale 145 rejoignant désormais l'A71 au nord-est de Montluçon via la rocade nord de cette ville établie à cette époque, d'abord jusqu'à l'échangeur de Bizeneuille, puis au droit de l'échangeur avec la RD 2144 après la mise en service de l'autoroute A714.
Ne subsiste alors, conformément au décret du 5 décembre 2005, que la section située entre l'antenne autoroutière de Montluçon et la RN 147 à Bellac, au titre de la liaison entre l'autoroute A71 et Royan.

### Reclassements et déclassements
Au fur et à mesure de la mise en service de déviations ou de voies rapides, certaines sections ont changé de numéro :
- la traversée de Bellac est devenue la RD 945 ;
- les traversées de Lamaids et Quinssaines sont devenues la RD 745 ;
- celle de Montluçon, d'abord appelée RN 2145[7], a été déclassée dans la voirie départementale (RD 745) ;
- la section entre Montluçon et Montmarault, devenue sans numéro, a été numérotée RN 371 (numéro qui était alors déjà affecté à une route de Seine-et-Marne). Celle-ci est déclassée après la réforme de 2005, sous le numéro RD 2371 ;
- la section de Montmarault au Montet, également appelée RN 2145[7], est déclassée en RD 945.

### Aménagement à2 × 2 voiesentre l'A20 et l'A71
Dans le département de la Creuse, la mise à deux fois deux voies de la route nationale 145 a commencé en 1982 pour s'achever en 2011.
- 1982 : Le Pont à la Dauge (2,5 km), à l'est de Guéret
- 1992 : ouverture du tronçon Saint-Hilaire – Le Trois et Demi (commune de Fleurat)
- 1994 : ouverture des tronçons de Saint-Maurice-la-Souterraine et Le Trois et Demi – Le Mouchetard (commune de Saint-Sulpice-le-Guérétois)
- 1995 : ouverture du tronçon entre Saint-Maurice-la-Souterraine et La Croisière avec le raccordement à l'autoroute A20 ainsi qu'entre La Souterraine et Saint-Hilaire
- 1996 : ouverture entre Le Mouchetard et Guéret
- 1997 : mise en service du contournement d'Ajain
- 1998 : échangeur de Jarnages
- 2000 : achèvement de la liaison entre le Pont à la Dauge et Guéret
- 2002 : contournement de Guéret à 2×2 voies
- 2004 : ouverture entre Jarnages (échangeur 45) et Parsac (échangeur 44)
- 2007 : ouverture du contournement de Lamaids (avec sortie 41 desservant le bourg et Huriel) et de la section Parsac (échangeur 44) – Gouzon (échangeur 43)
- 2010 : ouverture du contournement de Quinssaines (avec création de la sortie 40 desservant le bourg)
- 2011 : ouverture entre Gouzon (échangeur 43) et Lamaids (échangeur 41)
- 12 septembre 2011 : inauguration du dernier tronçon du contournement de Montluçon (3,9 km, coût 21,7 millions d'euros) : la RN 145 est alors intégralement à 2×2 voies[4].

Les travaux de mise à 2×2 voies de la RN 145 en Creuse ont coûté 500 millions d'euros.

## Tracés

### Tracé actuel de Bellac à Saint-Victor

#### Section non aménagée (Bellac-La Croisière)

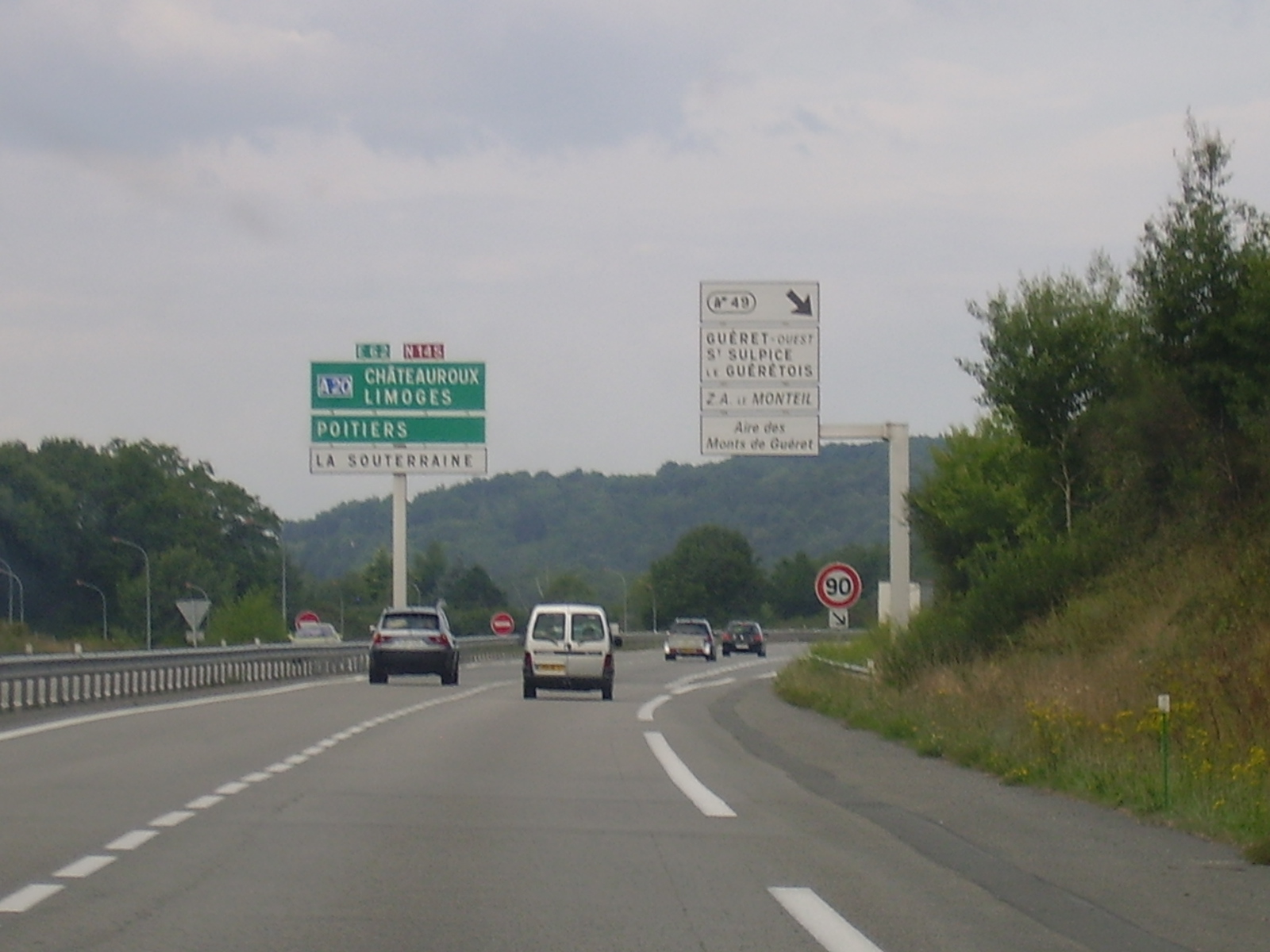
Échangeur de Guéret-Ouest en direction de Limoges en août 2009.

Les communes traversées (en Haute-Vienne) et les échangeurs (dans la Creuse et l'Allier) sont :
- Bellac (tracé déclassé en D 945)
- Blanzac
- Droux
- Le Maubert, commune de Dompierre-les-Églises
- Saint-Sornin-Leulac

#### Section à2 × 2 voies(La Croisière-Saint-Victor)
- Échangeur entre la RN 145 et l'A20  Carrefour giratoire entre N145, D220 et D100 :
  - N145 :  Châteauroux,  Argenton-sur-Creuse,  Limoges, Poitiers, Angoulême, Bellac
  - D220 : Le Dognon, Arnac-la-Poste
  - D100 : Parc d'Activités de la Croisière, Rissac, Vitrat, La Bussière Rapy
  - C0 : Parc d'Activités de la Croisière
  - N145 : Guéret, Montluçon, Saint-Maurice-la-Souterraine, La Souterraine
- Début de 2x2 voies, sur route à accès réglementé, au 0 km.

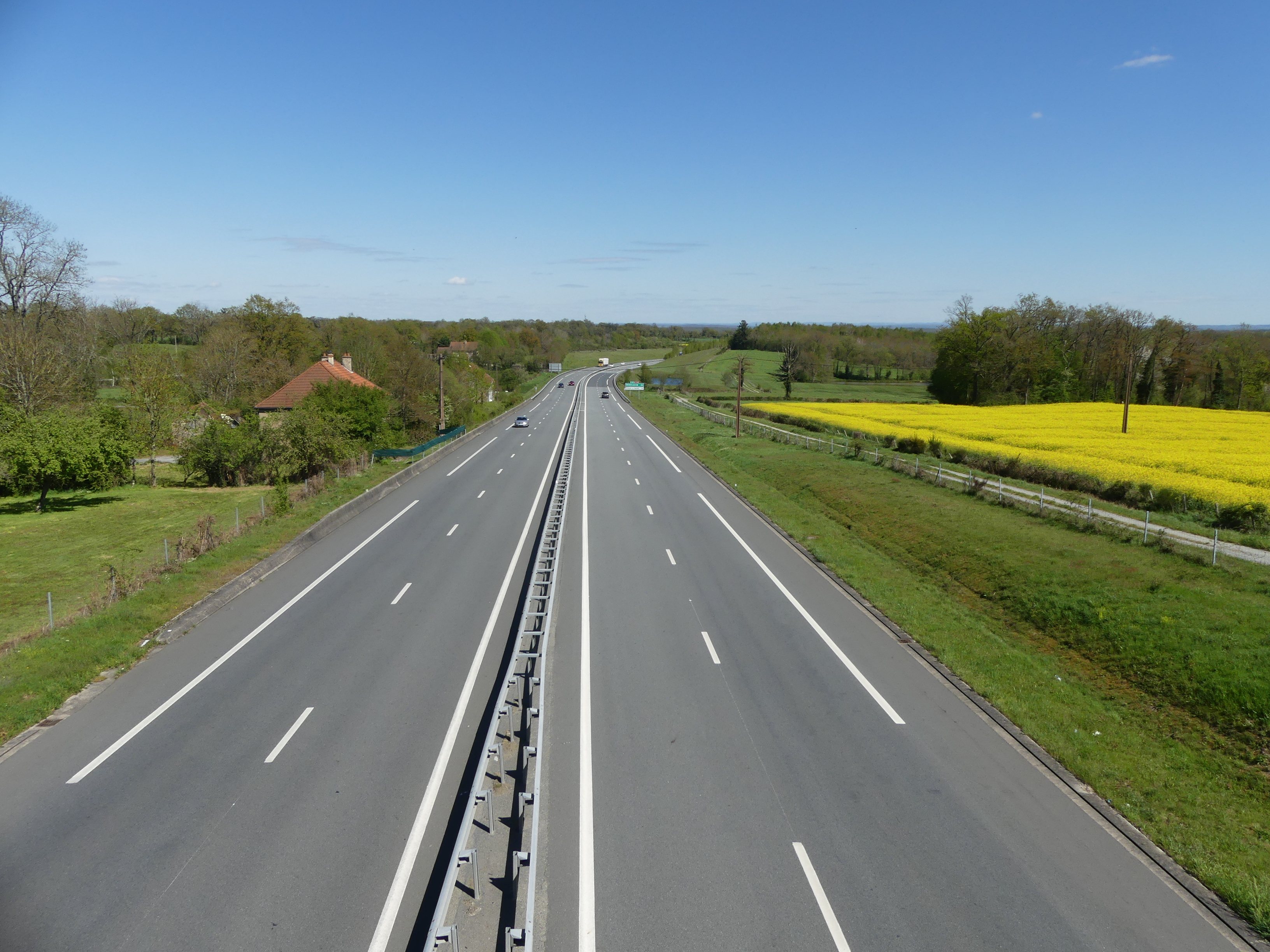
La RN 145 à Jarnages, au lieu-dit la Maison Rouge.

- 56 à 4 km : Saint-Maurice-la-Souterraine, La Bussière-Madeleine, Porte de la Creuse
- 55 à 8 km : La Souterraine (village étape)
- 54 à 11 km : La Souterraine, Saint-Priest-la-Feuille, Saint-Étienne-de-Fursac, Dun-le-Palestel
- 53 à 17 km : Lizières, Noth, Saint-Priest-la-Feuille
- 52 à 21 km : Saint-Priest-la-Plaine, Naillat
- 51 à 26 km : Fleurat, Bénévent-l'Abbaye, Dun-le-Palestel, Le Grand-Bourg, Bourganeuf.
- Aire de repos de l'Espérance (dans les deux sens)
- 50 à 33 km : Saint-Vaury, Bussière-Dunoise, Anzême, C.H.S. La Valette
- 49 à 40 km : Guéret-Ouest, Saint-Sulpice-le-Guérétois, ZA Le Monteil &  Aire de service des Monts de Guéret (dans les deux sens)
- 48 à 42 km : Guéret-Centre, La Châtre, Bourganeuf, Anzême, Aubusson, Ahun, Clermont-Ferrand par RD 942
- 47 à 44 km : Sainte-Feyre, Guéret-Est, Ahun, ZI Guéret
- Pont sur  la Creuse.
- 46 à 51 km (trois-quarts-échangeur, sens La Croisière - Saint-Victor et vers La Croisière) : Ajain, Pionnat, Ladapeyre
- 45 à 58 km : Jarnages, Ajain, Châtelus-Malvaleix, Ladapeyre, Chénérailles
- 44 à 64 km : Parsac
- Aire de service de Parsac (dans les deux sens)
- 43 à 72 km : Gouzon, Aubusson, Ahun, Chénérailles, Évaux-les-Bains, Boussac, Chambon-sur-Voueize
- 42 à 84 km : Évaux-les-Bains, Chambon-sur-Voueize, Lépaud, Soumans,  Aéroport de Montluçon Guéret
- Aire de repos de Nouhant (sens  Montluçon - La Croisière)
- Passage du département de la Creuse à celui du département de l'Allier. Passage de la région Nouvelle-Aquitaine à celui de la région Auvergne-Rhône-Alpes.
- 41 à 92 km : Huriel, Lamaids
- Aire de repos de Quinssaines (sens  La Croisière - Montluçon)
- 40 à 100 km : Montluçon, Quinssaines, Prémilhat
- 39 à 103 km : Domérat
- 38 à 105 km : Châteauroux, La Châtre, La Chapelaude, Z.A. Châteaugay
- 37 à 106 km : Vaux, Zones Industrielles, Parc des Expositions, Centre Aqualudique &  Aire de repos des Vérités (dans les deux sens)
- Pont sur  le Cher.
- La Route Nationale N145 devient l'autoroute A714.
- 36 à 110 km : Clermont-Ferrand, Bourges, Montluçon, Saint-Victor, Désertines, ZA du Pont des Nautes, Parc Mécatronic
- 35 à 117 km : Vichy par RD, Moulins par RD, Bourbon-l'Archambault, Cosne-d'Allier, Commentry, Néris-les-Bains
- Avant péage.
- Avant péage.
- Aires de repos de Bedun (sens  A71 – Montluçon),  des Amarons (sens Montluçon – A71)
- Péage de Bizeneuille à 119,5 km
- Après le péage, sur l'échangeur.
- Échangeur entre A71 et A714 à 120 km : 
  - A71 : Paris, Bourges
  - A71 : Clermont-Ferrand, Vichy, Moulins
- Fin de l'autoroute A714, redirigée vers l'autoroute A71.

### Ancien tracé de Guéret à Moulins
Les communes traversées étaient :
- Guéret
- Ajain
- Parsac
- Gouzon
- Auge
- Nouhant
- Lamaids
- Quinssaines

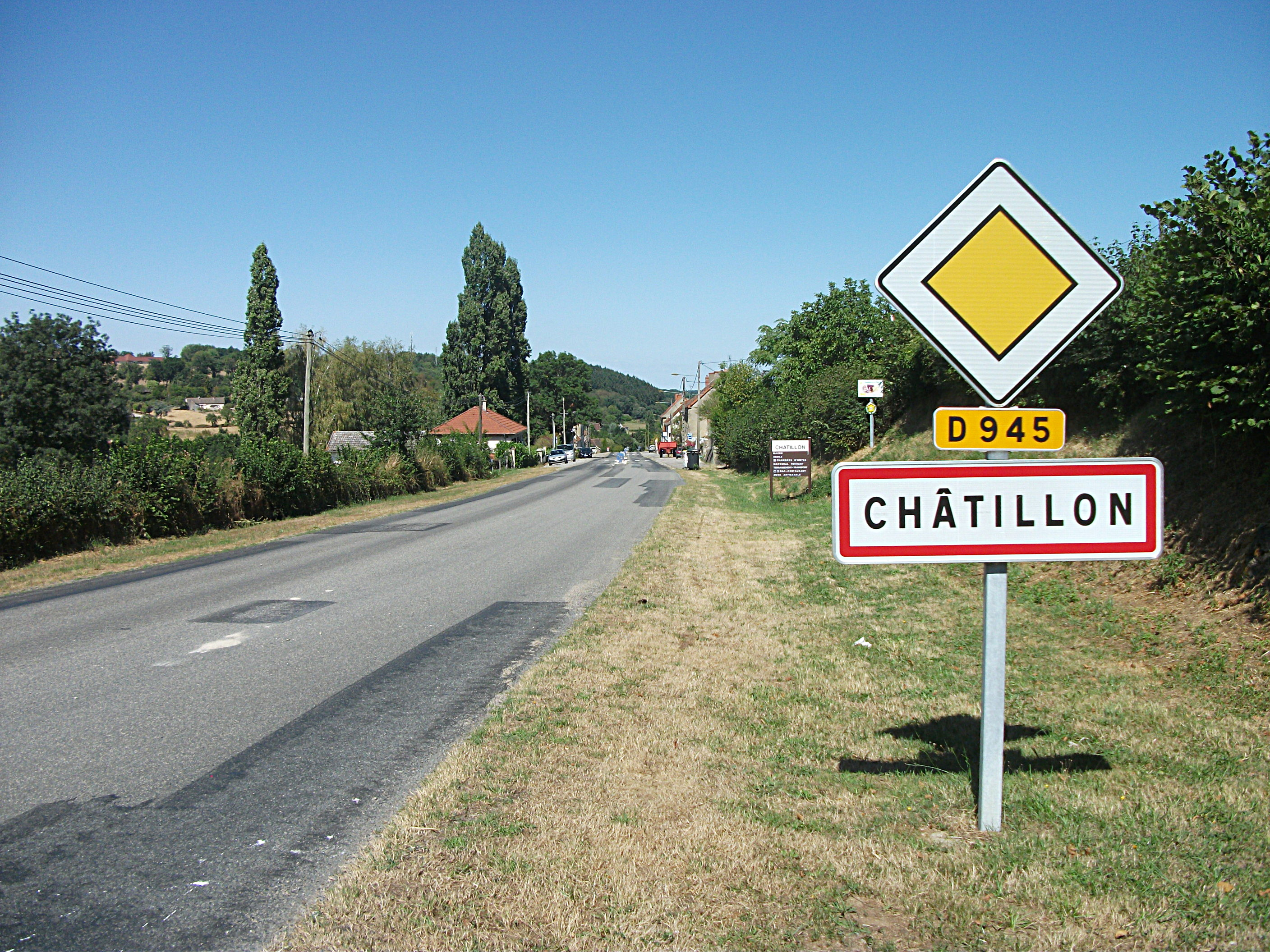
L'ex-RN 145 à Châtillon.

- Terre Neuve, communes de Domérat et Prémilhat
- Montluçon
- Désertines : Rue Ambroise-Croizat
- Chamblet
- Doyet
- Bézenet
- Montmarault
- Deux-Chaises
- Le Montet
- Tronget
- Châtillon
- Noyant-d'Allier
- Souvigny
- Coulandon
- Neuvy
- Moulins

## Projet
À La Croisière, l'échangeur entre la RN 145 et l'autoroute A20 devrait être revu.